# Lycée d'Aleksandre
Le lycée d'Alexandre (finnois : Aleksanterin kimnaasi) est de 1870 à 1928 un lycée russe pour garçons à Helsinki en Finlande.

## Présentation

### Mannerheimintie 8
À sa fondation le lycée d'Alexandre fonctionne dans la Maison Tabunov, propriété de la congrégation orthodoxe d'Helsinki, dans la rue Heikinkatu de l'époque, aujourd'hui Mannerheimintie 8. 
La Maison Tabunov abritait aussi une école primaire russophone.

### Mannerheimintie 6
Le premier bâtiment conçu pour le lycée d'Alexandre est achevé en 1884 selon les plans de l'architecte Frans Anatolius Sjöström. 
Il est situé sur le terrain voisin de la maison de Tabunov, à l'adresse actuelle Mannerhemintie 6. 
L'établissement d'enseignement a fonctionné dans le bâtiment jusqu'en 1913.
Lorsque les locaux de l'école sont devenus trop exigus, en 1908, le directeur Victor V. Belevich demande à la ville un terrain. 

### Arkadiankatu
Le lycée obtient un terrain sur Arkadiankatu à Etu-Töölö, dont le zonage venait d'être repensé. 
L'inauguration du nouveau bâtiment scolaire a eu lieu le 28 décembre 1913.
Le nouveau bâtiment du lycée a été nommé en l'honneur de l'empereur russe Alexandre II.
Au dessus de la porte principale apparaissaient les emblèmes impériaux, une couronne et un monogramme.
Après l'indépendance de la Finlande, le lycée doit quitter le bâtiment et à partir de 1919, l'immeuble est réquisitionné par les forces armées finlandaises pour y installer l'école des cadets.
De nos jours, le bâtiment abrite le musée d'histoire naturelle d'Helsinki et son adresse est Pohjoinen rautatiekatu 13.